# Nydrí (Leucade)
Nydrí, en grec moderne : Νυδρί, est un village du dème de Leucade, district régional de Leucade, en Grèce.

## Localisation et villages rattachés
La petite ville se trouve sur la côté est de l'île de Leucade, à l'entrée d'une baie presque entièrement fermée par la péninsule de Géni.
L'ancienne municipalité d'Ellomenos, dont Nydri était le chef-lieu, incluait les villages de Alatro, Fterno, Haradiatika, Katochori, Niochori (Megalo Avlaki, Palaiokatouna), Perigiali, Platystoma, Poros, Vafkeri et Vlychó.

## Population
Selon le recensement de 2011, la population du village compte 971 habitants.

## Histoire
La nécropole de Sténo (première moitié du 3e millénaire av. J.-C., faubourg sud de Nydrí) est l'un des quatre sites connus datés de l'Helladique ancien.
Un phare a été construit à Nydri au VIe siècle av. J.-C.. L’île de Lefkada devenait parfois une péninsule de la Grèce continentale lorsque le niveau de la mer était bas.
Le monastère d'Evangelistria ou Kokkini Ekklisia ("église rouge") est sur la route de Platystoma (N-O de Nydri) à Perigiali (à quelques kilomètres au nord de Nydri), près de la route.
Il a été construit en 1478. En 1821 il a servi de refuge aux meneurs de la guerre d'indépendance.

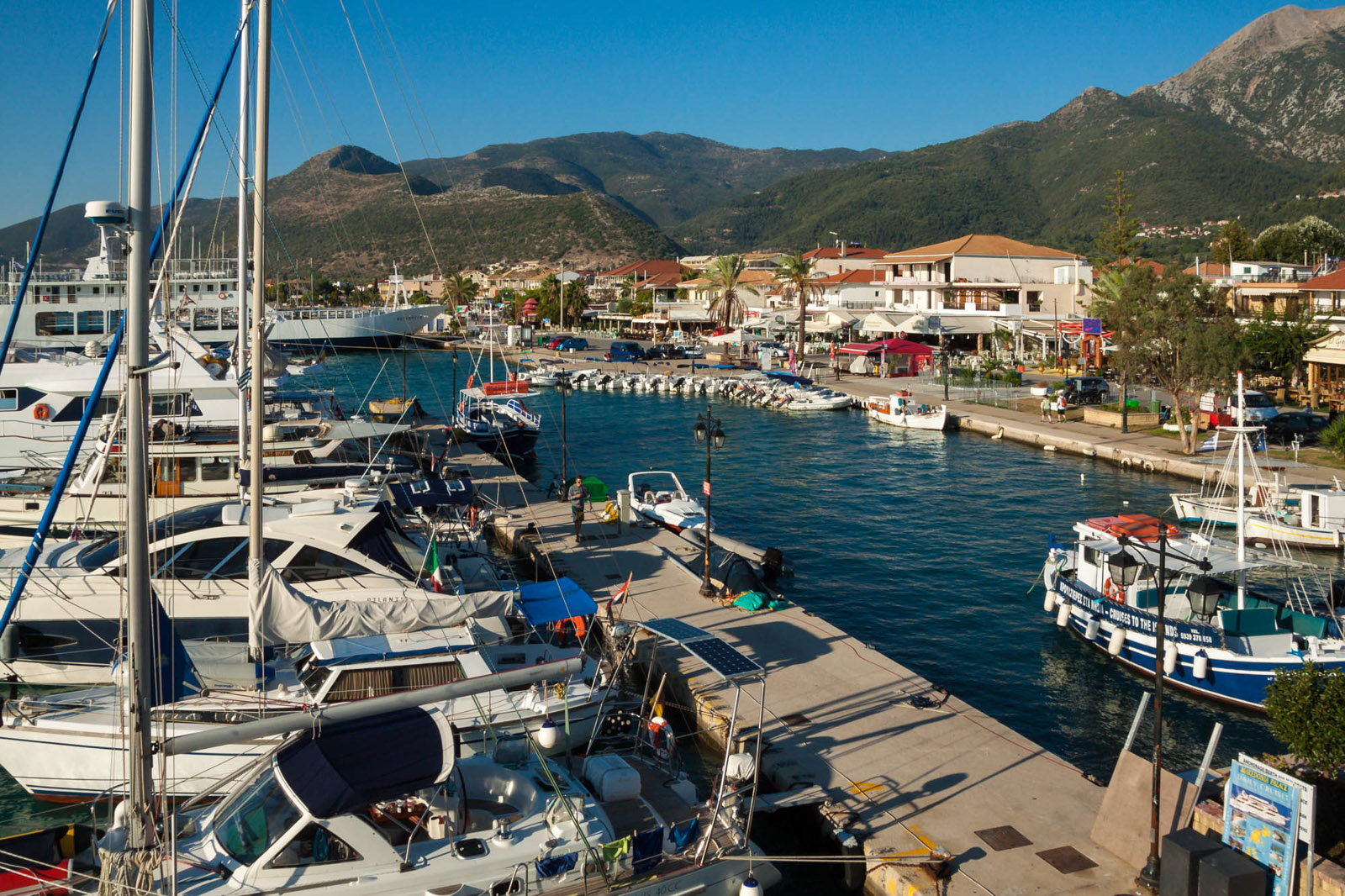
Port de Nydrí
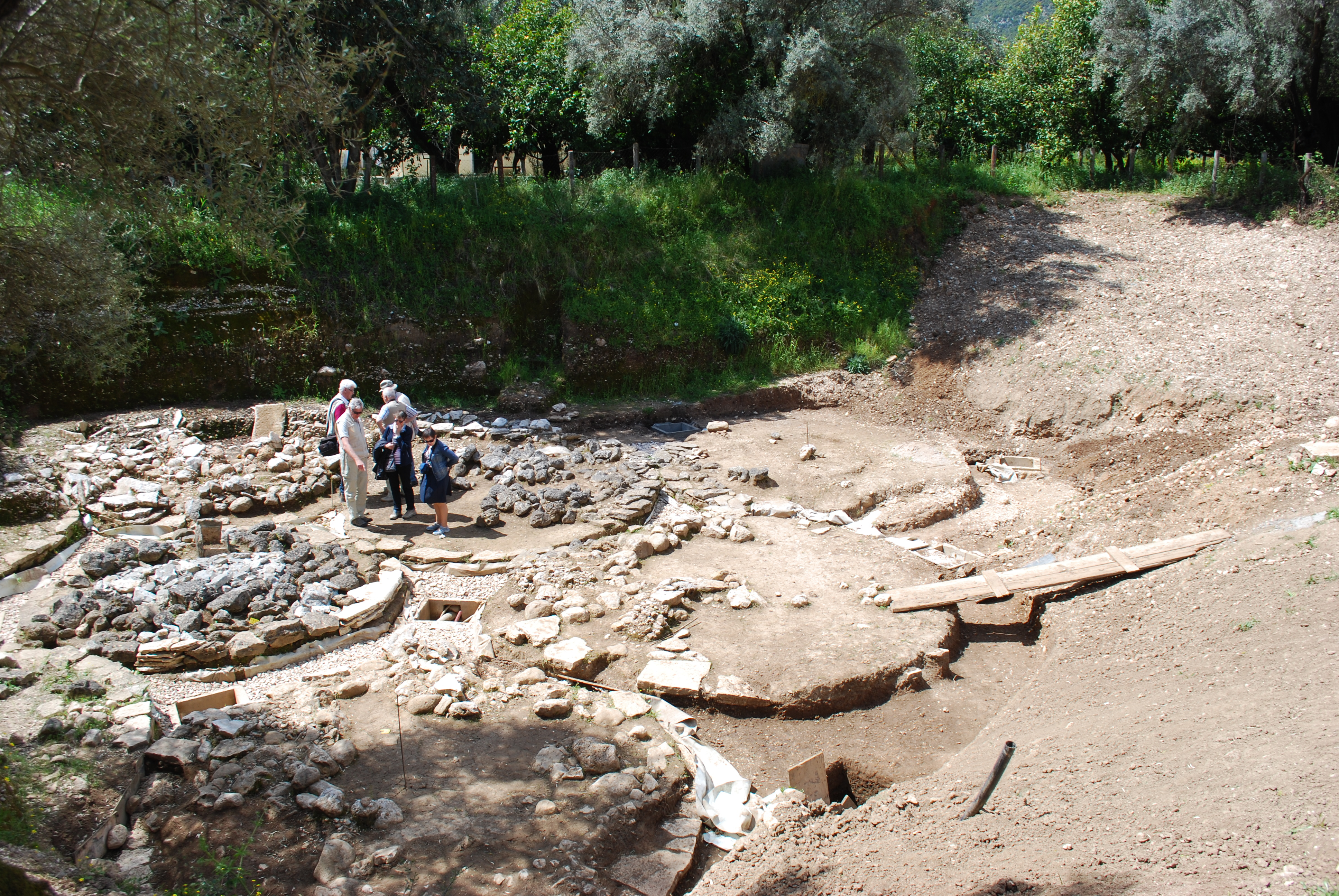
Tumuli de Sténo, début de l'âge du bronze
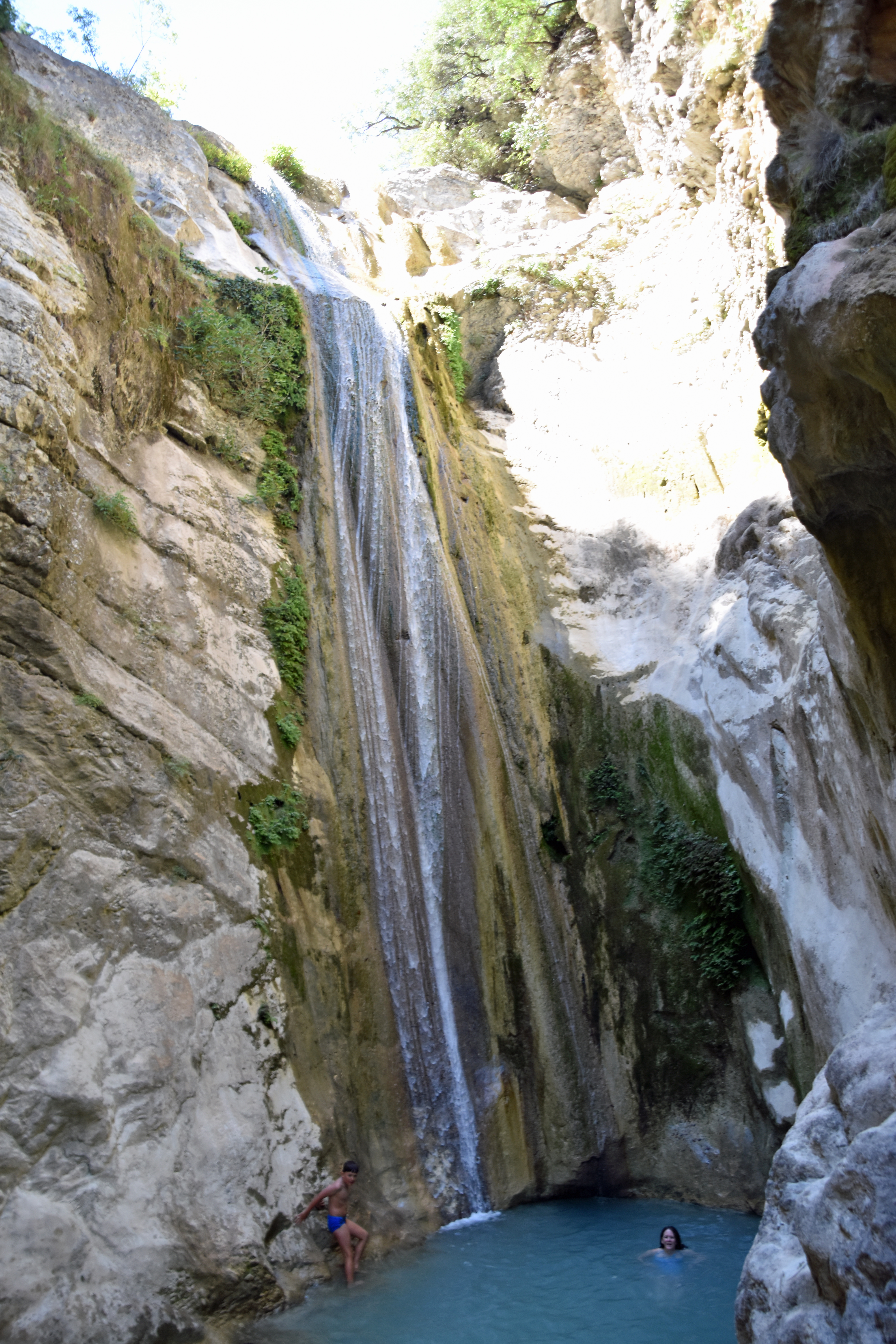
Cataracte de Dimosari (N-O de Rachi)[8],
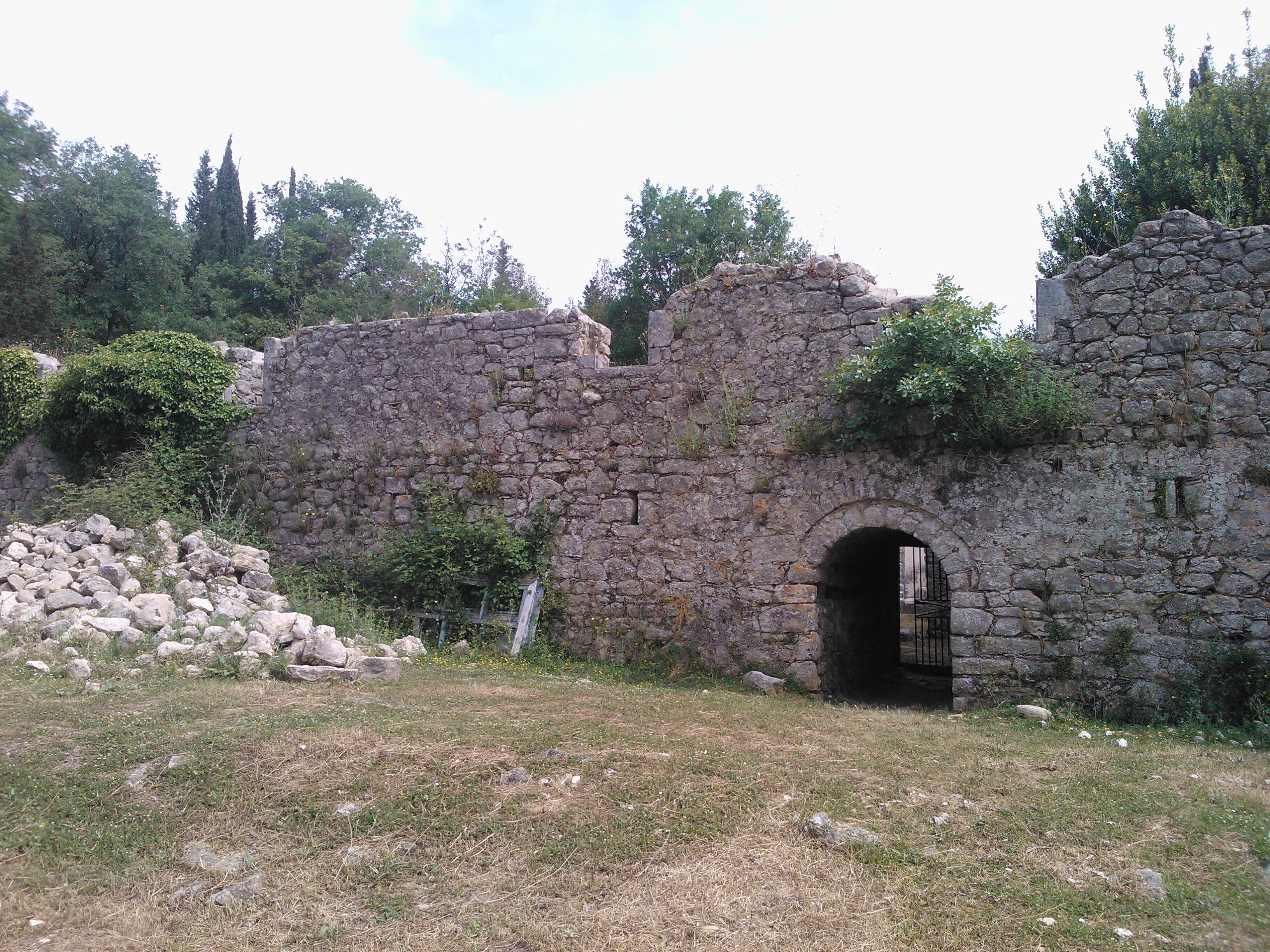
Monastère d'Evangelistria
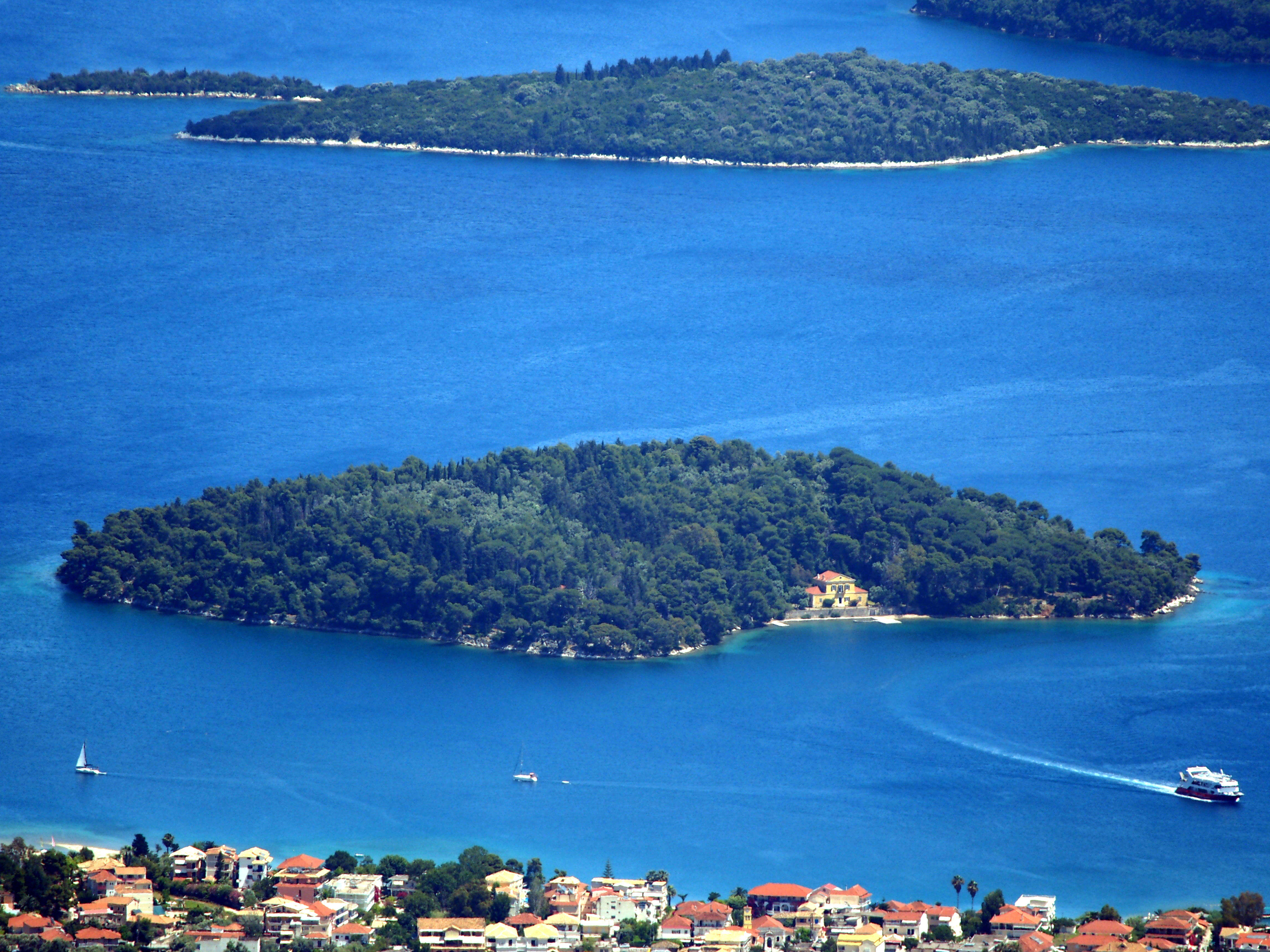
Île de Madouri en face de Nydrí, avec le manoir du poète et politicien A. Valaorítis
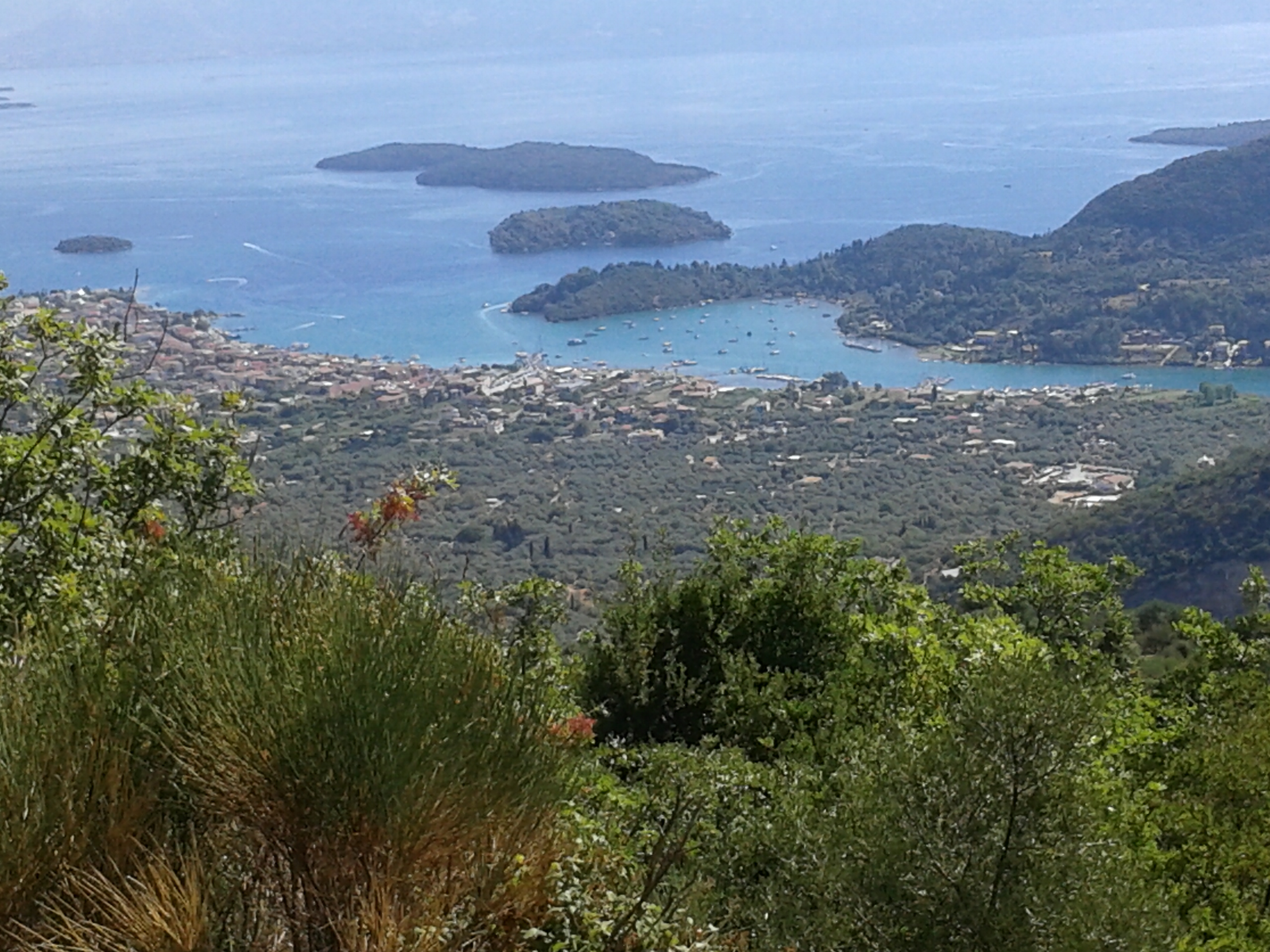
Nydrí devant la péninsule de Géni puis les îles de Madouri et Sparti ; îlot de Cheloni à gauche

## Personnalités
- Aristotélis Valaorítis (1824-1879)
- Wilhelm Dörpfeld (1853-1940), mort à Leucade, enterré à la pointe de la péninsule de Géni[10]